# Lyra (entreprise)
Pour les articles homonymes, voir Lyra.

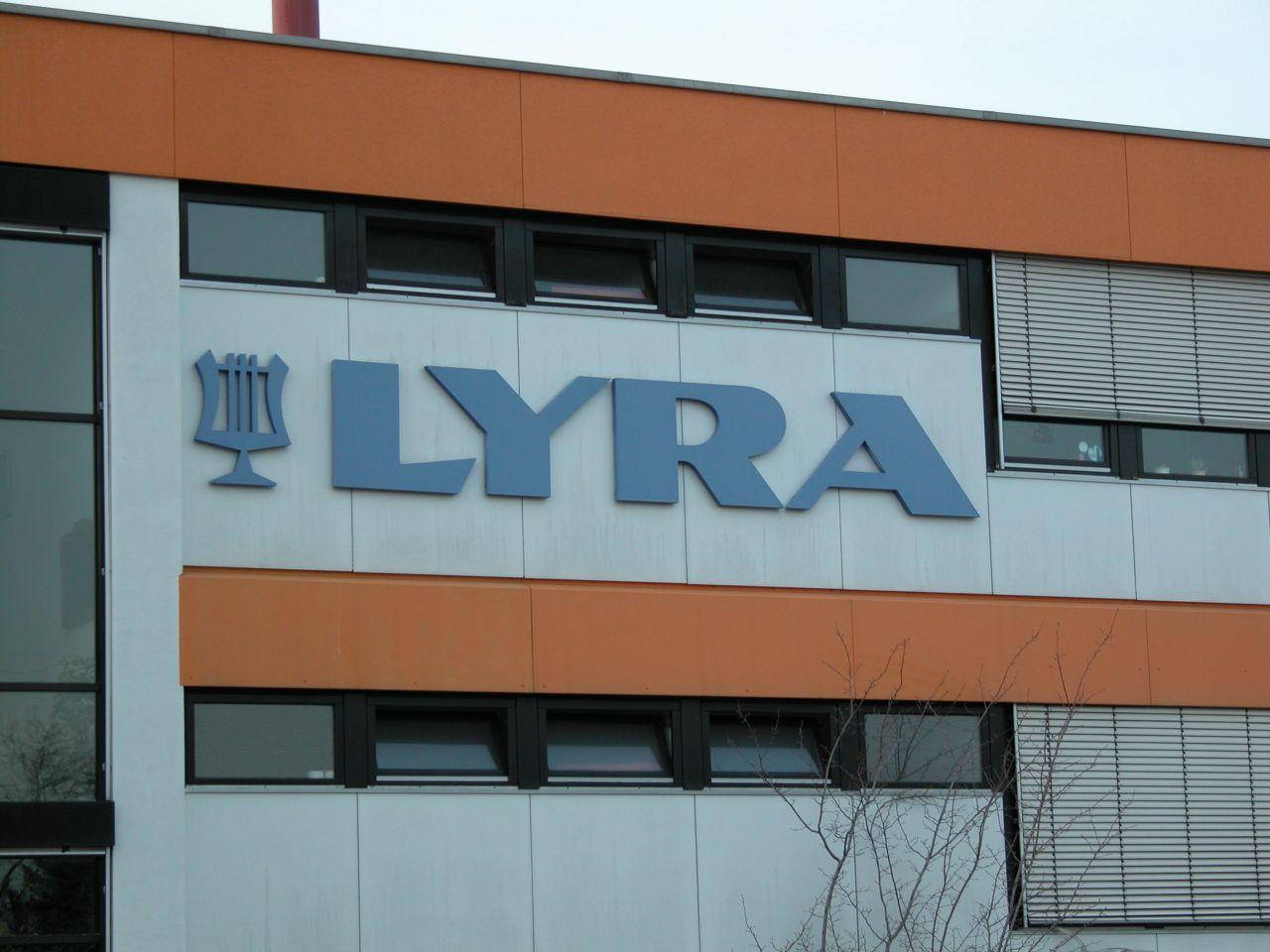
Une usine Lyra à Nuremberg

Lyra est un fabricant allemand de crayons, marqueurs et porte-mines créé en 1806 à Nuremberg.

## Histoire
L'entreprise est fondée par Johann Froescheis. La fabrique de crayons Lyra est la plus ancienne de Nuremberg.
La filiale française est créée en 1984.
En 2008, Lyra est vendue à la société italienne FILA.